# Скопофилия
Скопофилията (skopein: гледане в определена посока; philia: привличане) е вид сексуална възбуда, получена от наблюдаване на хора или събития. Това може да включва воайорство, но тук от значение е и броят на хората, които са наблюдавани, например кандуализъм или групов секс. Скопофилът се възбужда, дори когато наблюдава дейност, свързана с фетиш или сексуален обект. Някои мъже скопофили предпочитат да гледат жени, които уринират, пробват обувки, прелистват еротично списание и т.н.